# Sivasagar
Sivasagar (en assamais : শিৱসাগৰ, API : /ʃɪʋəs̪ɑːgəɾə/, ce qui signifie la « mer de Shiva » ou l'« océan de Shiva ») ou Sibsagar, est une ville indienne située dans le district de Sivasagar, dont elle est le chef-lieu, dans l'État de l'Assam. En 2001, sa population était de 53 854 habitants.
La ville s'est développée à la proximité de Rangpur, ancienne capitale du royaume Ahom de la fin du XVIIe siècle à la fin du XVIIIe siècle. Ce noyau historique constitue aujourd'hui un faubourg de la ville, et la dote de nombreux monuments tels que l'ensemble palatial et fortifié du Talatal Ghar, le pavillon de Rang Ghar et le palais de Kareng Ghar. 
Le centre de Sivasagar est formé par le Borpukhuri ou Bassin de Sivasagar, bâti entre 1731 et 1738 par la reine consort ahôm Ambika. Elle fit également construire sur les bords de ce bassin, le complexe religieux du Sivadol en 1734, comprenant entre autres un important temple dédié à Shiva. 

## Personnalités liées
- Joyanti Chutia (née en 1948 à Sivasagar), physicienne indienne, spécialisée en physique des solides et en physique des plasmas.

## Source de la traduction
- (en) Cet article est partiellement ou en totalité issu de l’article de Wikipédia en anglais intitulé « Sivasagar » (voir la liste des auteurs).*

1. ↑  (en) Paranan Konwar, « Town Planning and Architectural Study of The Medieval Ahom Royal Palaces at Che-Hong (Gargāon) and Che-Muan (Rangpur) », Tai culture : international review on Tai cultural studies, SEACOM Edition, vol. 21 « Tai Ahom in Assam »,‎ 2014 (OCLC 910896183, lire en ligne, consulté le 22 novembre 2022)